# Cuyapo
Cuyapo é um município de  primeira classe de renda municipal (d) na província Nova Ecija, nas Filipinas. De acordo com o censo de 1 de maio  de  2020 possui uma população de 68 066 pessoas e 17 907 domicílios.